# مارلين براون (مؤلفة)
مارلين براون (بالإنجليزية: Marilyn Brown)‏ (1938)؛ كاتِبة، شاعرة وروائية أمريكية.